# Norbert Jan Pellowski
Norbert Jan Pellowski SAC (ur. 27 stycznia 1903 w Pszczółkach, zm. 15 marca 1942 w Auschwitz-Birkenau) – polski duchowny katolicki, pallotyn, męczennik oświęcimski i kandydat do beatyfikacji.

## Życiorys
Był synem Franciszka i Marcjanny z domu Plata. Pierwszą Komunię Św. przyjął w parafialnym kościele św. Marcina w Starej Kiszewie. Ukończył seminarium nauczycielskie i przez pewien czas pracował jako nauczyciel w szkole powszechnej. 15 września 1924 w Wadowicach wstąpił do stowarzyszenia pallotynów, noszącego wówczas nazwę Pobożnego Stowarzyszenia Misyjnego. Strój Stowarzyszenia otrzymał 7 października 1925 i rozpoczął nowicjat, a pierwszą profesję złożył 24 września 1927 w Sucharach na ręce przełożonego Regii Polskiej ks. Wojciecha Turowskiego. Studiował filozofię w Sucharach i Ołtarzewie (1926–1928), w 1928 wyjechał na studia teologiczne do Rzymu (na Uniwersytecie Gregoriańskim). W Rzymie przyjął święcenia kapłańskie - 19 lipca 1931 z rąk kardynała Francesco Marchettiego-Selvaggianiego. Ostatni rok studiów teologicznych (1931-1932) odbył w Metropolitalnym Seminarium Duchownym w Warszawie.
Był w stowarzyszeniu pallotynów od 1933 radcą domowym oraz ekonomem domu ołtarzewskiego, uczył także religii w samym Ołtarzewie i w okolicy. Na łamach „Kalendarza Królowej Apostołów” ogłosił kilka artykułów, m.in. Jak starego Werocha diabeł gonił (1932), Katakumby (1932), Dobry Janeczek i Pallotti (1933), Wawrzon z Wróblego Zdroju (1934). Po wybuchu II wojny światowej pełnił obowiązki kapelana Armii Krajowej na terenie Ożarowa Mazowieckiego. 23 maja 1941 w Ołtarzewie został aresztowany przez gestapo (razem z grupą pallotynów) i osadzony na Pawiaku, a następnie wywieziony do niemieckiego obozu koncentracyjnego Auschwitz. W kacecie rozchorował się i trafił na oddział infekcyjny (izba chorych na biegunkę), gdzie według relacji współwięźnia ks. Konrada Szwedy zyskał opinię miłosiernego samarytanina, udzielającego pomocy innym chorym, zarówno fizycznej, jak i w formie posługi kapłańskiej. Zmarł wskutek wycieńczenia i nawrotu choroby w marcu 1942, jego zwłoki spalone zostały w krematorium.
Ks. Norbert Pellowski znalazł się na liście męczenników II wojny światowej, których proces beatyfikacyjny rozpoczęto w 2003 w Pelplinie. W gronie 122 kandydatów na ołtarze znalazło się łącznie pięciu pallotynów – poza Pellowskim księża Franciszek Bryja, Franciszek Kilian i Jan Szambelańczyk oraz brat Paweł Krawczewicz.